# 兴化经济开发区
开发区，是中华人民共和国江苏省泰州市兴化市下辖的一个类似乡级单位。

## 行政区划
下辖以下地区：
开发区虚拟村委会。